# Висимо-Шайтанский завод
Виси́мо-Шайта́нский железоде́лательный заво́д — один из старейших металлургических заводов Урала, основанный в 1739 году и действовавший до 1915 года. Входил в состав Нижнетагильского посессионного горного округа Демидовых. Располагался на территории современного посёлка Висим.

## История

### XVIII век
Завод был основан Акинфием Никитичем Демидовым в устье Шайтанки при впадении её и Висима в Межевую Утку. Строительство завода началась в 1739 году до согласования с властями. Указ Берг-директориума о строительстве завода был подписан только 27 октября 1741 года. Запуск завода в составе 3 молотов, меховой и кузницы состоялся в 1744 году.
В начале XIX века плотина заводского пруда имела длину 384 м, ширину в верхней части 32 м, в нижней части — 42,7 м, высоту 8,9 м. Пруд был маловодным, воды в нём не хватало для обеспечения работы заводских механизмов, особенно в зимний период. Завод производил в основном полосовое железо из чугуна Нижнетагильского завода. В 1747—49 годах среднегодовой объём производства составлял 20,7 тыс. пудов кричного железа, в том числе 19,8 тыс. пудов полосового и 0,9 тыс. пудов четырёхгранного. Рабочие заводы были в основном скрывавшимися от властей старообрядцами-раскольниками и беглыми крепостными. В 1747 году на заводе работало 246 мужчин, в том числе 18 крепостных. Позднее все рабочие особыми указами были превращены в крепостных людей.
В 1759 году на заводе было произведено 13,8 тыс. пудов железа, в 1766 году — 12,5 тыс., в 1767 году — 11,4 тыс. пудов. В 1760-х годах штат завода пополнился переселёнными Никитой Акинфиевичем Демидовым крепостными крестьянами из нижегородских, арзамасских и ветлужских вотчин. В 1771 году ниже по течению Межевой Утки Никита Акинфиевич построил Висимо-Уткинский завод для увеличения передельных мощностей Нижнетагильского горного округа. В 1772 году на Висимо-Шайтанском заводе работали 3 кричных молота и 6 горнов, производилось 35 тыс. пудов железа в год. Численность рабочих составляла 407 человек. В 1779 году было произведено — 26 тыс. пудов железа, в 1797 году — 23 тыс., в 1798 году — 30 тыс., в 1799 году — 28 тыс., в 1800 году — 34 тыс. пудов. В 1794 году на заводе числилось 393 рабочих, в 1797 году — 365.

### XIX век
В начале XIX века было запущено колотушечное (мелкосортное железо) и проволочное производства, но вскоре оба были прекращены. В 1801 году было произведено 36 тыс. пудов железа, в 1805 году — 48 тыс., в 1806 году — 29 тыс., в 1807 году — 33,6 тыс., в 1822 году — 33,2 тыс., в 1827 году — 34 тыс., в 1832 году — 22 тыс., в 1851 году — 33,8 тыс. пудов. В 1827 году Висимо-Шайтанский завод занимал 35-е место среди уральских железоделательных заводов по угару чугуна (27,2 %) и 83-е место по расходу топлива (34 фунта железа на 1 кубический аршин угля).
В 1820—1830-х годах Демидовы вновь переселили крепостных крестьян из центральных и украинских губерний в заводской посёлок, что привело к его разделению на районы по религиозно-национальным признакам. В 1847 году на заводе работало 335 человек. В 1855 году были запущены 2 пудлинговые печи, что позволило резко увеличить объёмы производства железа. В 1859 году на заводе работали 10 кричных горнов и 2 пудлинговые печи, энергетическое хозяйство составляли 11 водяных колёс общей мощностью в 205 л. с. Кричная болванка отправлялась на Черноисточинский завод, пудлинговые куски — на Висимо-Уткинский завод, где они переделывались в сортовое железо. По состоянию на 1860 год на заводе числилось 826 рабочих.
В 1852 году в посёлке Висимо-Шайтанского завода в семье священника родился Д. Н. Мамин-Сибиряк.
После отмены крепостного права численность рабочих резко снизилась: в 1861 году — до 629 человек, в 1863 году — до 424 человек. Выделка железа снизилась до 154,4 тыс. пудов в 1863 году. В 1861—1863 годах были установлены 3 новые пудлинговые печи, 11 маломощных водяных колёс были заменены на 3 колеса общей мощностью в 77 л. с. В 1865 году было начато строительство доменной печи системы Рашета. В 1868—1872 годы выплавка чугуна составляла в среднем 316 тыс. пудов в год, в 1873—1877 годы — 368 тыс. пудов в год. Руда поставлялась из рудников Высокогорского месторождения. Доменная печь Висимо-Шайтанского завода проработала непрерывно без капитального ремонта 2354 суток до второй половины 1870-х годов, что было рекордом для печей того времени. Также на заводе было начато производство проката, в 1879 году в прокатном цехе был установлен третий прокатный стан. В 1882 году было произведено 349,2 тыс. пудов чугуна, 386,3 тыс. пудов пудлинговых кусков, штат состоял из 430 рабочих.
В 1891 году доменная печь была переведена на горячее дутьё и снабжена системой газоочистки. В 1892 году была построена и запущена новая пудлингово-сварочная фабрика с 4 газопудлинговыми регенеративными печами Сименса. В 1894 году была запущена рудообжигательная печь Вестмана и установлен паровой молот, в 1899 году был установлен второй паровой молот. В 1897 году была построена Висимо-Уткинская узкоколейная железная дорога, соединившая Висимо-Шайтанский, Висимо-Уткинский и Черноисточинский заводы. В 1899 году был установлен новый воздухонагреватель доменной печи вертикально-трубчатой системы, в 1901 году была смонтирована более мощная воздуходувная машина на водяной турбине в 85 л. с. В 1900 году прокатный цех был оборудован горизонтальной паровой машиной в 250 л. с., также было обновлено паровое, газогенераторное, гидротехническое и энергетическое хозяйства. В 1900—1901 годах был проведён капитальный ремонт заводской плотины, в 1903 году — капитальный ремонт доменной печи. В 1900 году было произведено 448,7 тыс. пудов чугуна и 361,6 тыс. пудов пудлинговых кусков, штат состоял из 865 рабочих.

### XX век
Экономический кризис 1900—1903 годов привёл к снижению спроса на сортовое железо и остановке железоделательного производства на заводе. В 1902 году было произведено 422 тыс. пудов железа, в 1903 году — 35 тыс. пудов. Выплавка чугуна в 1903 году составила 174 тыс. пудов, в 1904 году — 444 тыс. пудов, в 1906 году — 525 тыс., в 1907 году — 441 тыс., в 1908 году — 46 тыс. пудов. Численность рабочих к 1904 году сократилась до 85 человек. В 1908—1909 годах заводовладельцами был разработан план реорганизации демидовских заводов, который предусматривал закрытие устаревшего Висимо-Шайтанского завода. В 1909 и в 1910 году завод не работал. Накануне Первой мировой войны с появлением спроса на металл доменное производство было возобновлено, в 1911 году было произведено 478,6 тыс. пудов чугуна, в 1912 году — 653,2 тыс., в 1913 году — 646,4 тыс., в 1914 году — 688,9, в 1915 году — 368 тыс. пудов. Завод испытывал трудности с доставкой сырья и топлива, нехватку рабочей силы и в 1915 году был окончательно закрыт. Бо́льшая часть заводского оборудования была демонтирована и перевезена на Верхнесалдинский завод.